# Croix monumentale d'Oigny-en-Valois
La croix monumentale est une croix située à Oigny-en-Valois, en France.

## Localisation
La croix est située sur la commune d'Oigny-en-Valois, dans le département de l'Aisne.

## Historique
Le monument est inscrit au titre des monuments historiques en 1928.